# ロシアの復活祭
序曲『ロシアの復活祭』（ロシアのふっかつさい、露: Светлый праздник）作品36は、ニコライ・リムスキー＝コルサコフが1888年7月から1888年8月にかけて作曲した演奏会用序曲である。ロシア5人組の一員であり、既に亡くなっていたモデスト・ムソルグスキーとアレクサンドル・ボロディンに捧げられた。

## 作曲の経緯・初演
1888年の夏ごろのリムスキー＝コルサコフは作曲意欲にあふれていて、交響組曲『シェヘラザード』を完成させ、その後すぐに『ロシアの復活祭』序曲を作曲した。ロシア正教の聖歌集『オビホード（Obikhod）』からテーマを採用し、ハリストス（キリストの現代ギリシャ語・スラヴ語読み）の復活を描いている。修道院の近所で過ごした幼少時代の印象がもとになっていると自伝『私の音楽生活史』の中で述べている。
1888年12月3日、リムスキー＝コルサコフ自身の指揮によりサンクトペテルブルクのロシア交響楽演奏会で初演された。譜面は1890年にベリャーエフ出版により出版された。
本作をもってリムスキー＝コルサコフは管弦楽曲の作曲に終止符を打ち、以降は劇音楽と声楽曲に専念することとなる。

## 楽器編成
- 木管楽器
  - フルート 3（ピッコロ持ち替え 1）
  - オーボエ 2
  - クラリネット 2
  - ファゴット 2
- 金管楽器
  - ホルン 4
  - トランペット 2
  - トロンボーン 3
  - チューバ 1
- 打楽器
  - ティンパニ
  - トライアングル
  - バスドラム
  - シンバル
  - グロッケン
  - タムタム
- ハープ
- 弦五部
  - 第1ヴァイオリン
  - 第2ヴァイオリン
  - ヴィオラ
  - チェロ
  - コントラバス

## 曲の構成
演奏時間は約15分。
導入部は2分の5拍子で始まる。木管楽器により、1つめのテーマがゆっくりと演奏され、もう1つのテーマがチェロにより演奏される。そして、もう一度最初のテーマがトロンボーンと弦楽器により転調して繰り返される。
Andante lugubreでは暗くなるが、Allegroに入ると、導入部の2つのテーマが繰り返されて、復活祭のにぎやかな雰囲気で曲が進んでいく。古い聖歌のテーマに基づいてはいるが、それだけでなくお祭り騒ぎ風なにぎやかな復活祭を描いたものとなっている。復活祭の日の開放感あふれる気持ちを表したかったのだと、リムスキー＝コルサコフは述べている。